# Морський вокзал (Владивосток)
Морський вокзал — вокзальний комплекс у центральному районі міста Владивостока. Побудовано в 1959-1964 роках. Автор проекту — архітектор П. І. Бронніков. Історична будівля на Нижнепортовой вулиці, сьогодні є об'єктом культурної спадщини Російської Федерації. Примикає до залізничного вокзалу Владивостока.

## Історія
Будівля зведена в 1959—1964 роках за проектом архітектора П. І. Броннікова. Раніше на цьому місці розташовувався кам'яний склад митних вантажів споруди 1901 року. Стіни цокольної частини старого складу були використані для створення на рівні борту морських суден платформи, на якій і була зведена нова будівля. Морський вокзал у свій час був найбільшим в СРСР на Тихоокеанському узбережжі. Він розташований на березі бухти Золотий Ріг і являє собою цілий комплекс, що включає безпосередньо будівля вокзалу, а також причальний ділянка порту і віадук, що зв'язує вокзал з Вокзальної площею.
Вокзал був значно перебудований в 1990-ті і 2000-ні роки і втратив свій історичний архітектурний вигляд.

## Архітектура
У будівлі була відображена художня концепція радянської архітектури початку 1960-х років. Воно збудоване в стилі радянського архітектурного модернізму. Має прямокутні обриси в плані, каркасне конструктивне рішення і спрощену параллелепипедовидную форму. Морський фасад має рішення у вигляді суцільного скляного вітража, дах над яким підтримує колонада з 14 тонких циліндричних колон. Зсередини до вітражу примикає анфілада двосвітними залів очікування, візуально пов'язаних з акваторією затоки. Фасад, звернений до Вокзальної площі, має симетричне тричастинну членування, в якому художніми засобами виявлено функціональну побудову будівлі. Смуги стрічкових вікон в крилах і вітраж з вертикальним членуванням у середній частині цього фасаду відповідають розміщення основних груп службових приміщень, вестибюля з головною сходами, ресторану. Завдяки скошению стін торцевих фасадів, балконів антресолей, нагадують крила капітанського містка судна, надбудові залу ресторану на плоскому даху будівлі за силуетом нагадує пасажирський лайнер.

## Міжнародне сполучення
- Владивосток — Тонхе — Сакаімінато